# Anja Odenthal
Pour les articles homonymes, voir Odenthal (homonymie).
Anja Odenthal (née le 25 mars 1971 à Cologne) est une chanteuse allemande.

## Biographie
Son père joue souvent du piano et invite chez lui des musiciens du carnaval de la ville pour répéter. Anja commence à chanter à l'âge de neuf ans lors du carnaval pour les enfants. À douze ans, elle devient une chanteuse semi-professionnelle du carnaval.
À quinze ans, Odenthal passe l'examen d'entrée pour le cours de chant classique de la Rheinische Musikschule à Cologne et reçoit les cours d'Ilse Haarhaus. Par ailleurs, elle prend des cours de danse de ballet et de jazz et chante dans un groupe de jazz. Elle joue du piano et de la guitare.
Après son abitur en 1990, elle étudie la germanistique à l'université de Cologne. En 1993, elle fait sa première apparition dans Närrische Hitparade. En 1995, elle collabore avec l'"Akademie för uns kölsche Sproch" et le Kölner Jugendchor Sankt Stephan pour le spectacle Musicals op Kölsch.
Après quatre albums en autoproduction, l'éditeur Günter Ilgner la découvre. Après une audition, elle publie en 1998 Zeit für die Liebe. Les textes sont écrits par Erich Offierowski, auteur pour Claudia Jung. Elle fait une tournée en Allemagne et en Autriche. En 1999, elle reçoit le Goldene Stimmgabel du meilleur espoir.

## Discographie
- 1992 : Danze jonn
- 1995 : Ich bin was ich bin
- 1998 : Musical Night
- 1999 : Zeit für die Liebe
- 2001 : Musicality
- 2001 : Adventstön vun nah un fän
- 2005 : Faces

## Source de la traduction
- (de) Cet article est partiellement ou en totalité issu de l’article de Wikipédia en allemand intitulé « Anja Odenthal » (voir la liste des auteurs).